# افونسو
افونسو (انگلیسی: Affonso Évora; ۲۶ اوت ۱۹۱۸ – ۲ اوت ۲۰۰۸) بازیکن بسکتبال اهل برزیل بود.